# Liverpool 8 (canción)
«Liverpool 8» es el primer sencillo extraído del álbum de estudio de Ringo Starr Liverpool 8, publicado el 7 de enero de 2008 por EMI a nivel global, Capitol Records en Estados Unidos y Parlophone en el Reino Unido. La letra habla en parte la vida que tuvo con la banda The Beatles, en Hamburgo y en los Estados Unidos.
El sencillo, publicado en disco compacto y como descarga digital, fue estrenado el 7 de enero de 2008.
Un videoclip sería estrenado el mismo día a través del portal de Internet Amazon.com.